# Locust (Carolina del Nord)
Locust è una città degli Stati Uniti d'America situata nella Carolina del Nord, divisa tra la Contea di Stanly e la Contea di Cabarrus.